# Santiago Florín
Mariano José Santiago Florín y Palma (Valdivia, 26 de agosto de 1813-Valparaíso, 4 de julio de 1837) fue un militar chileno, conocido por ser el principal actor en el motín de Quillota, dando la orden de asesinar a Diego Portales.

## Biografía
Fue cadete en Valdivia. En Santiago estudió en el Liceo de Chile. Ingresó nuevamente al Ejército en el Batallón Maipú. Teniente del Regimiento Valdivia.

## Motín de Quillota y Muerte
El 3 de junio de 1837, durante una revista al regimiento acantonado en Quillota, su padrastro José Antonio Vidaurre tomó prisionero al ministro Diego Portales. Se le ordena a Florín custodiar al ministro, saliendo de Quillota el 6 de junio con el prisionero encadenado al interior de un carruaje. Cuando se aproximaba a Valparaíso, Florín ordenó fusilar a Portales. Aparentemente, y según su propia versión, había recibido órdenes de Vidaurre para tal cometido, pero esta cuestión nunca fue probada en su totalidad.
Santiago Florín fue fusilado en la Plaza de Orrego (actual Plaza Victoria) el 4 de julio de 1837.